# Riana
Riana je žensko osebno ime.

## Izvor imena
Ime Riana je različica ženskega osebnega imena Marija.

## Pogostost imena
Po podatkih Statističnega urada Republike Slovenije je bilo na dan 31. decembra 2007 v Sloveniji število ženskih oseb z imenom Riana: 11.

## Osebni praznik
Osebe z imenom Riana godujejo takrat kot osebe z imenom Marija.